# Bénie Traoré
Bénie Adama Traoré (* 30. November 2002) ist ein ivorischer Fußballspieler, der bei FC Basel unter Vertrag steht.

## Karriere
Traoré begann seine fußballerische Ausbildung beim ASEC Mimosas in der Elfenbeinküste. Im Januar 2021 wechselte er nach Schweden zum BK Häcken in die Allsvenskan. Sein Profidebüt gab er am 11. April 2021 (1. Spieltag) gegen den Halmstads BK in der Startelf. Er stand mit seiner Mannschaft im Finale des schwedischen Pokalwettbewerbs 2020/21, bei der 4:5-Niederlage im Elfmeterschießen gegen Hammarby IF war er der einzige Fehlschütze. Vor Beginn der Spielzeit 2022 verletzte er sich während eines Pokalspiels und fiel daraufhin die komplette Saison bis zum Jahresende aus. Die Mannschaft gewann in dieser Saison die schwedische Meisterschaft. In der anschließenden Saison 2023 kehrte er auf den Platz zurück und kam nun anstatt als Flügelspieler als Mittelstürmer zum Einsatz. In dieser Rolle konnte er bis zum Sommer mit 12 Toren in 14 Spielen auf sich aufmerksam machen und gewann zudem mit der Mannschaft den schwedischen Pokal.
Im Juli 2023 wechselte er nach England in die Premier League zu Sheffield United. Nach nur acht Einsätzen in der Hinrunde wurde er im Januar 2024 an den FC Nantes ausgeliehen. Im Sommer 2024 verpflichtete ihn der Schweizer Superligist FC Basel, wobei die Ablösesumme nach Presseangaben bei etwa 4,5 Millionen Euro lag. In Basel konnte sich Traoré als Stammspieler auf der Außenbahn durchsetzen und erreichte in der Saison 2024/25 mit insgesamt 13 Toren in 36 Ligaspielen wieder eine zweistellige Trefferanzahl. Mit der Mannschaft wurde er in diesem Jahr zudem Schweizer Meister und Cup-Sieger.

## Nationalmannschaft
Er debütierte am 6. September 2024 in der ivorischen Nationalmannschaft.

## Erfolge
BK Häcken
- Schwedischer Meister: 2022
- Schwedischer Pokalsieger: 2023

FC Basel
- Schweizer Meister: 2025
- Schweizer Cup-Sieger: 2025